# Stefano Maderno

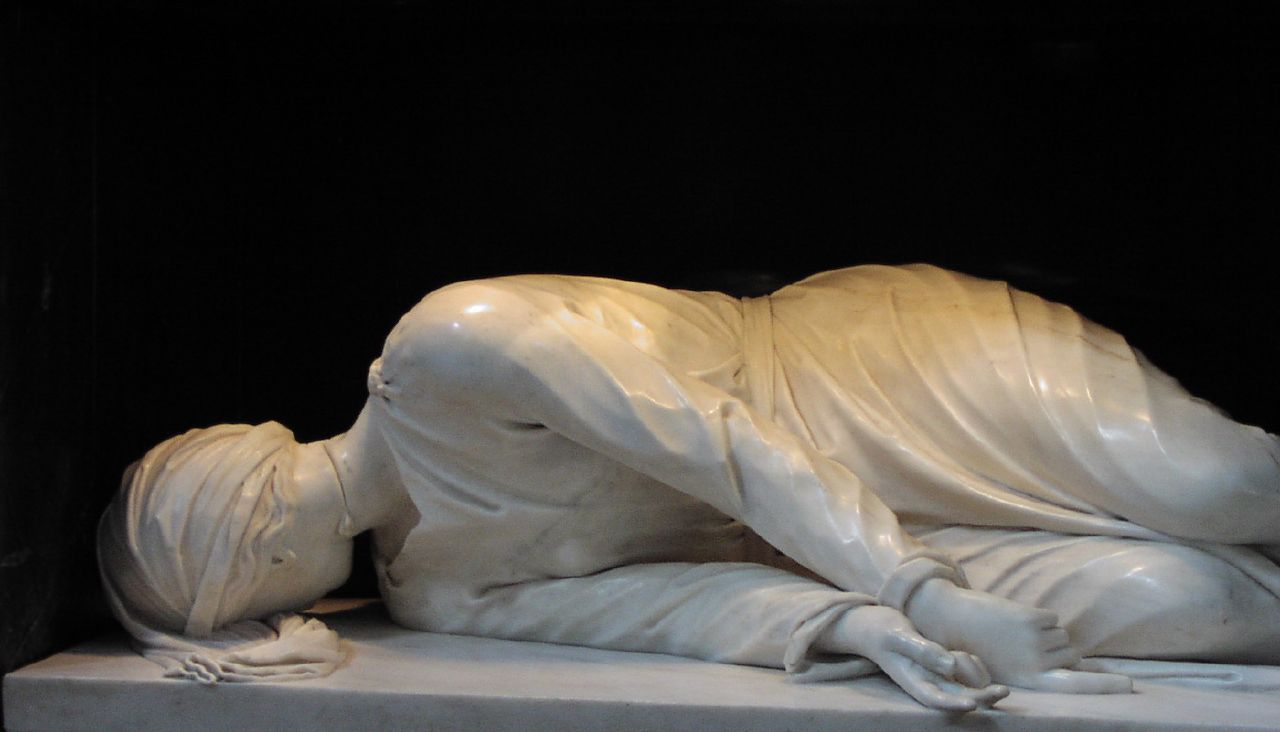
Sankta Cecilia (1600). Santa Cecilia in Trastevere i Rom.

Stefano Maderno, född 1575 i Palestrina, död 17 september 1636 i Rom, var en italiensk barockskulptör. Han var bror till arkitekten Carlo Maderno.
Madernos främsta verk är skulpturen som föreställer Sankta Cecilias martyrdöd, som finns i basilikan Santa Cecilia i Trastevere i Rom.